# Gérald Antoine

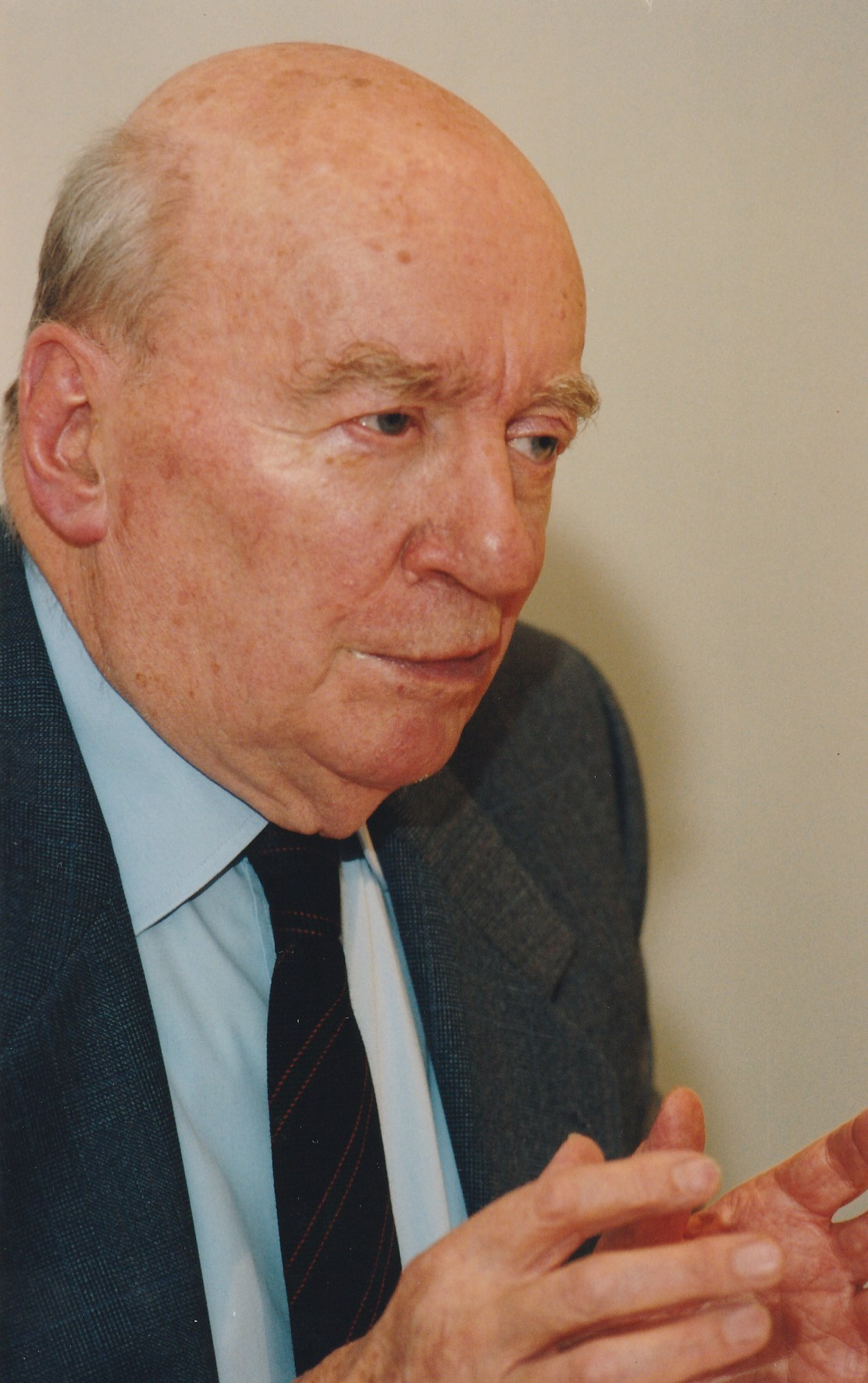
Gérald Antoine

Gérald Antoine (* 5. Juli 1915 in Paris; † 26. Januar 2014 ebenda) war ein französischer Sprach- und Literaturwissenschaftler sowie Hochschulpolitiker.

## Leben und Werk
Antoine besuchte das Lycée Condorcet und bestand 1939 die Agrégation de grammaire. Er unterrichtete an den Écoles Normales Supérieures von Saint-Cloud und Fontenay-aux-Roses sowie am Gymnasium in Vendôme. Von 1940 bis 1942 war er als Artilleriesoldat in deutscher Gefangenschaft. Von 1947 bis 1954 lehrte er als Maître de conférences an der Universität Clermont-Ferrand.
Er habilitierte sich 1954 mit den Thèses La coordination en français (2 Bde., Paris 1959–1962, Fleury-sur-Orne 1996–2001) und (Hrsg.) Sainte-Beuve, Vie, poésies et pensées de Joseph Delorme (Paris 1957, Saint-Pierre du Mont 2002) und war bis 1957 Maître de conférences an der Sorbonne. Von 1957 bis 1978 war er dort Professor für die Geschichte der französischen Sprache ab dem 16. Jahrhundert, von 1978 bis zu seiner Emeritierung 1983 an der Universität Paris III Professor für französische Literatur.
Zwischen 1960 und 1978 war Antoine Berater verschiedener französischer Minister und Politiker, vor allem ab 1968 im Unterrichtsministerium. Von 1962 bis 1973 war er Rektor der neu gegründeten Unterrichtsverwaltungsprovinz (frz. Académie) Orléans-Tours und als solcher Mitgründer der Universitäten Orléans (1960) und Tours (1969).
Antoine besorgte von 1966 bis 1972 die Wiederauflage der vielbändigen französischen Sprachgeschichte von Ferdinand Brunot, sowie die Herausgabe von drei Ergänzungsbänden zur neuesten Zeit (1985, 1995, 2000).
Antoine war von 1983 bis 1987 Bürgermeister von Allarmont, wo auch sein Grab ist.
Antoine war Mitglied der Académie royale de langue et de littérature françaises de Belgique (1982) und der Académie des sciences morales et politiques (1997). Er war Kommandeur der Ehrenlegion.

## Werke

### Paul Claudel
- Les Cinq grandes Odes de Claudel ou La poésie de la répétition, Paris 1959
- Paul Claudel ou L’enfer du génie, Paris 1988, 2004
- (Hrsg.) Claudel, Partage de Midi, Paris 1994, Lausanne 1997

### Weitere Werke
- Vis-à-vis ou Le Double regard critique, Paris 1952, 1982
- Le rôle impressif des liaisons de phrases chez André Gide, in: Studia romanica. Gedenkschrift für Eugen Lerch, Stuttgart 1955, S. 22–81
- (mit Jean-Claude Passeron) La réforme de l’université, Paris 1966 (Vorwort von Raymond Aron)
- Liberté, égalité, fraternité ou Les fluctuations d’une devise, Paris 1981, 1989

### Herausgebertätigkeit
- Nerval, Poésies, Paris 1947
- (mit Robert-Léon Wagner und Pierre Clarac)Le XVIe siècle. Textes choisis et commentés, Paris 1950
- Sainte-Beuve, Portraits littéraires, Paris 1993
- Sainte-Beuve, Portraits de femmes, Paris 1998
- Morale et langue française, Paris 2004
- (mit Bernard Duchatelet) Une amitié perdue et retrouvée. Paul Claudel. Romain Rolland, Paris 2005

#### Ergänzungsbände zu Ferdinand Brunots Sprachgeschichte
- (mit Robert Martin) Histoire de la langue française des origines à nos jours (1880–1914), Paris 1985
- (mit Robert Martin) Histoire de la langue française des origines à nos jours (1914–1945), Paris 1995
- (mit Bernard Cerquiglini) Histoire de la langue française des origines à nos jours (1945–2000), Paris 2000